# Stare Kiełbonki
Stare Kiełbonki (deutsch Alt Kelbonken, 1938 bis 1945 Altkelbunken) ist ein Dorf in der polnischen Woiwodschaft Ermland-Masuren. Es gehört zur Landgemeinde Piecki (Peitschendorf) im Powiat Mrągowski (Kreis Sensburg).

## Geographische Lage
Stare Kiełbonki liegt zwei Kilometer westlich des Muckersees (polnisch Jezioro Mokre) in der südlichen Mitte der Woiwodschaft Ermland-Masuren, 23 Kilometer südlich der Kreisstadt Mrągowo (deutsch Sensburg).

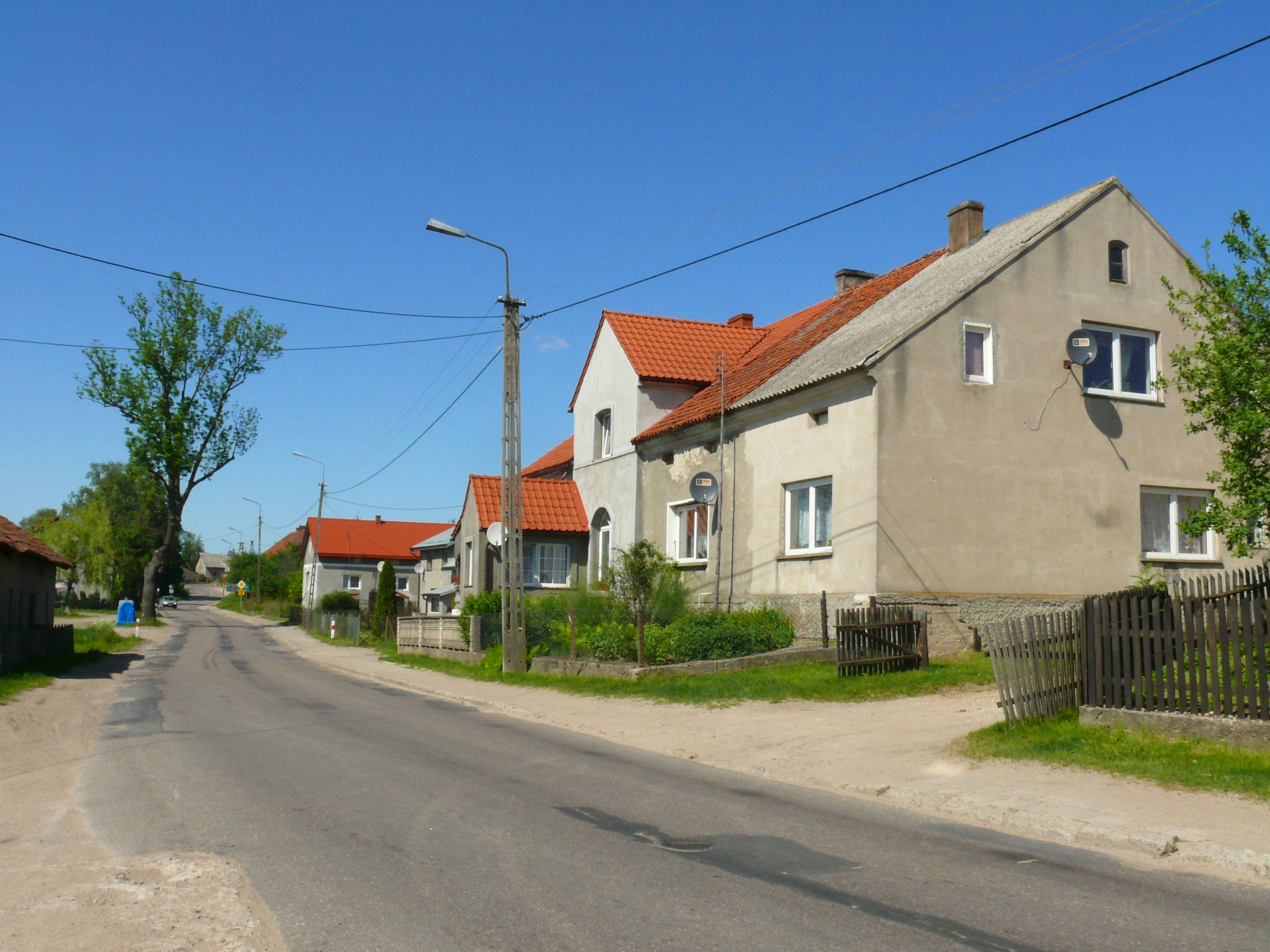
Dorfstraße in Stare Kiełbonki

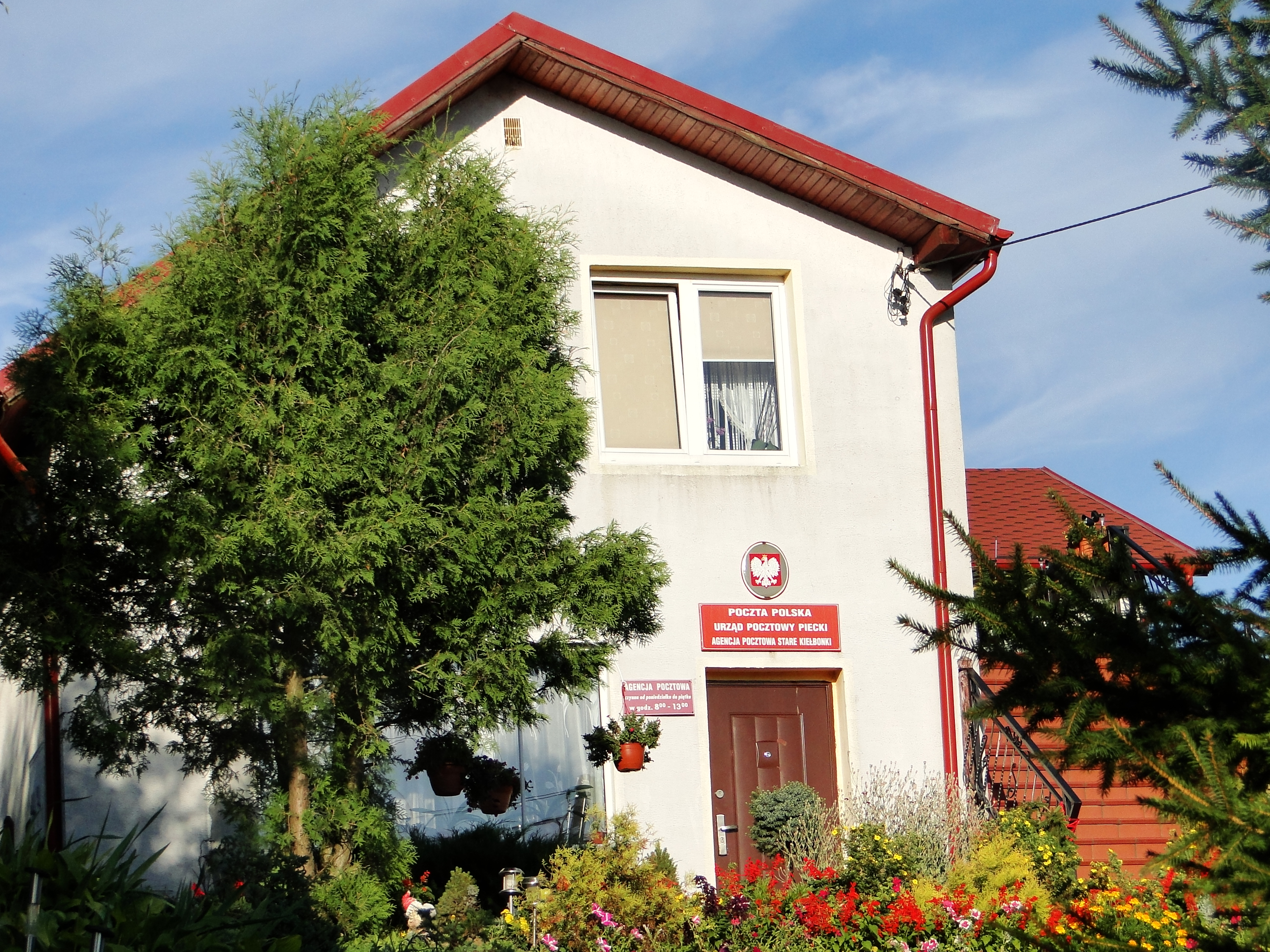
Poststelle in Stare Kiełbonki

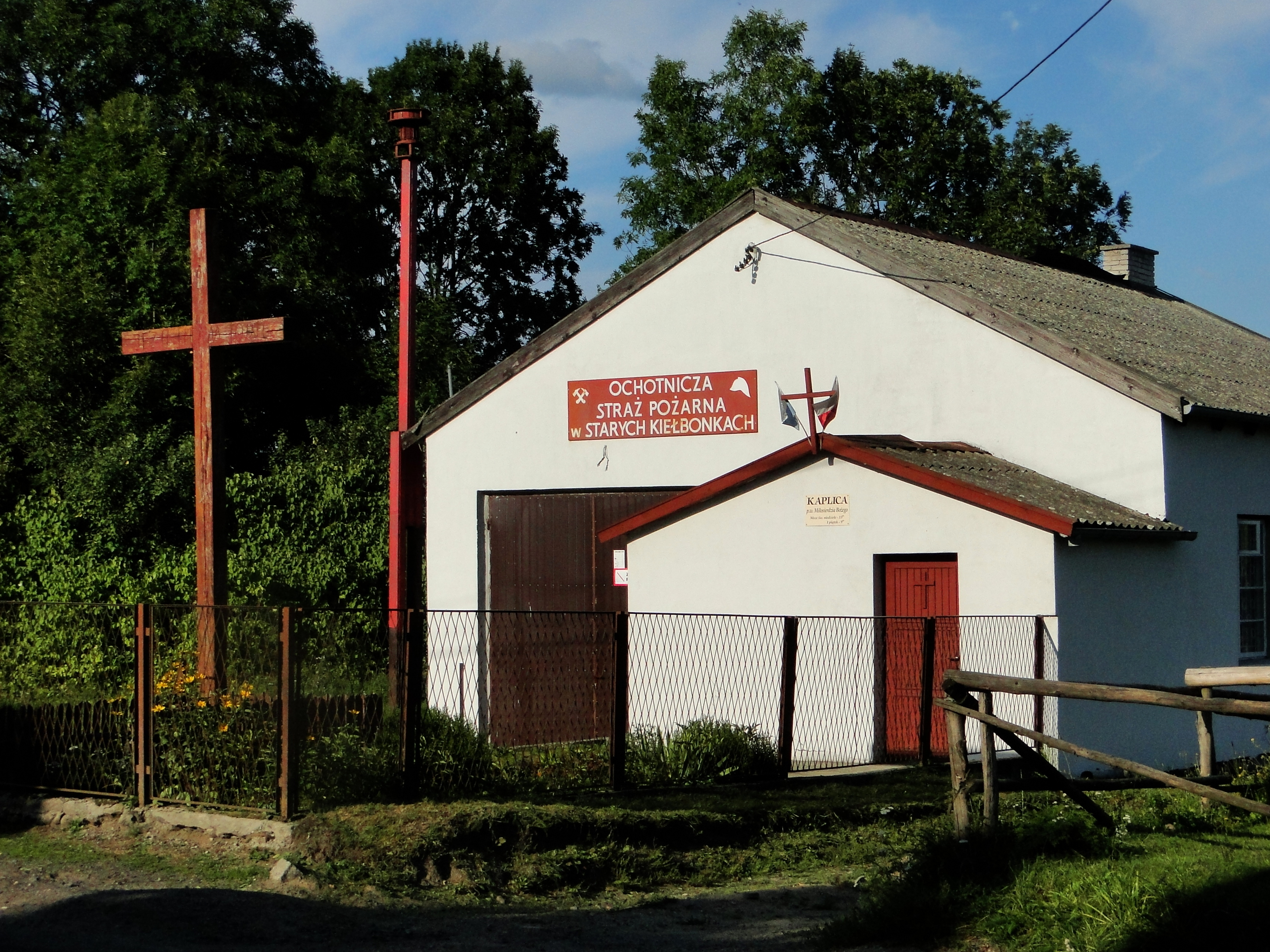
Feuerwehrhaus in Stare Kiełbonki

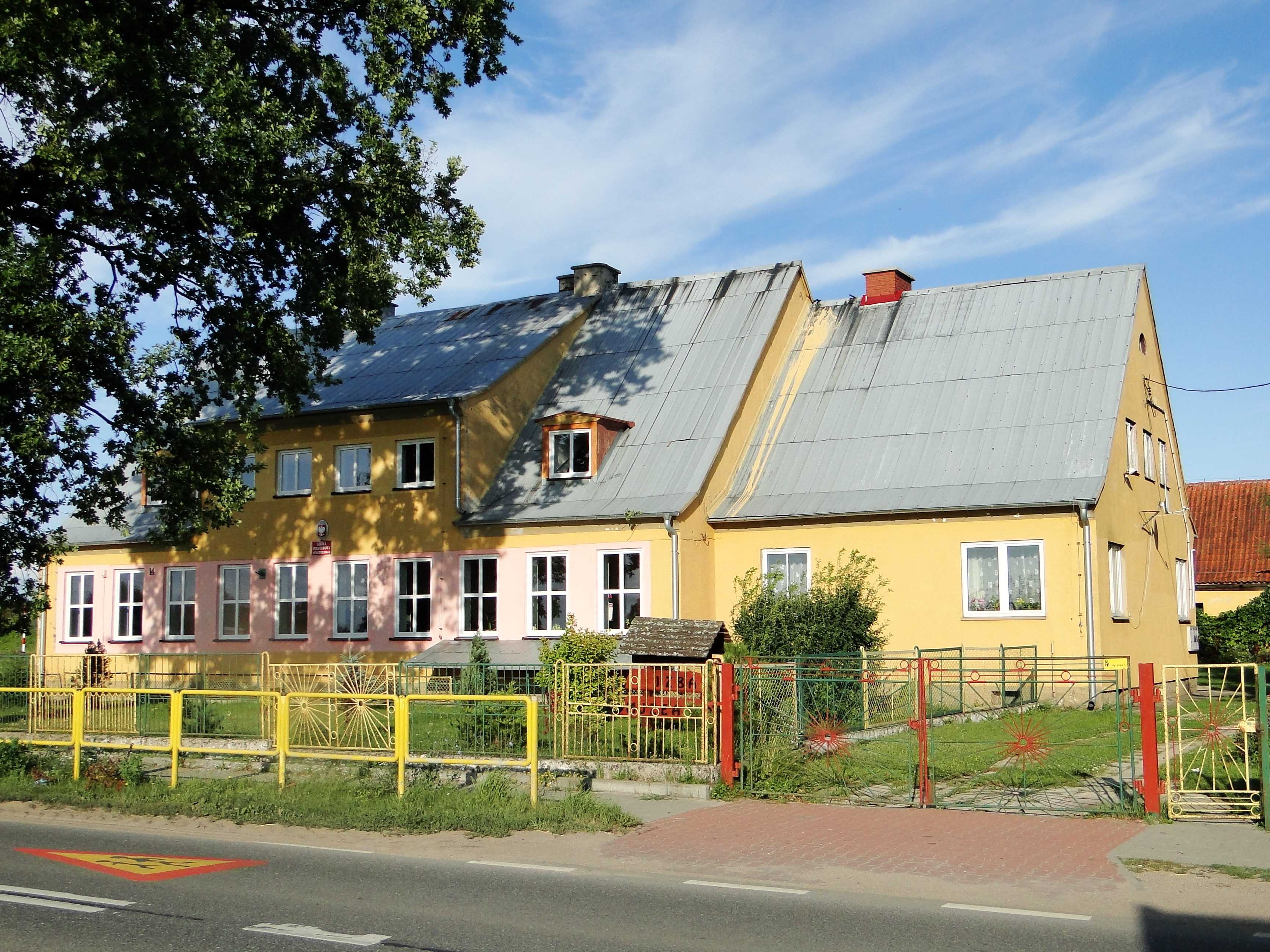
Grundschule in Stare Kiełbonki

## Geschichte
Das masurische um 1777 Kelbonken, nach 1785 Alt Kelbuncken und bis 1938 Alt Kelbonken genannte Dorf erlangte durch die Anlage einer Ziegelei südöstlich des Dorfes überregionale Bedeutung. Es wurde namensgebend für den am 8. April 1874 errichteten Amtsbezirk Kelbonken, der – 1938 in „Amtsbezirk Kelbunken“ umbenannt – bis 1945 bestand und zum Kreis Sensburg im Regierungsbezirk Gumbinnen (ab 1905: Regierungsbezirk Allenstein) in der preußischen Provinz Ostpreußen gehörte. 
Aufgrund der Bestimmungen des Versailler Vertrags stimmte die Bevölkerung im Abstimmungsgebiet Allenstein, zu dem Alt Kelbonken gehörte, am 11. Juli 1920 über die weitere staatliche Zugehörigkeit zu Ostpreußen (und damit zu Deutschland) oder den Anschluss an Polen ab. In Alt Kelbonken stimmten 320 Einwohner für den Verbleib bei Ostpreußen, auf Polen entfielen keine Stimmen.
Etwa 1928 wurde der kleine Nachbarort Lawnilassek (1938 bis 1945 Zieglershuben, polnisch Ławny Lasek) nach Alt Kelbonken eingemeindet. Am 3. Juni (amtlich bestätigt am 16. Juli) 1938 wurde Alt Kelbonken in „Altkelbunken“ umbenannt.
1945 wurde Altkelbunken in Kriegsfolge mit dem gesamten südlichen Ostpreußen an Polen überstellt und erhielt die polnische Namensform „Stare Kiełbonki“. Heute ist das Dorf Sitz eines Schulzenamtes (polnisch Sołectwo) und als solches eine Ortschaft im Verbund der Landgemeinde Piecki (Peitschendorf) im Powiat Mrągowski (Kreis Sensburg), bis 1998 der Woiwodschaft Olsztyn, seither der Woiwodschaft Ermland-Masuren zugehörig.

### Einwohnerzahlen
| Jahr | Anzahl |
| ---- | ------ |
| 1818 | 208    |
| 1839 | 324    |
| 1871 | 416    |
| 1885 | 476    |
| 1898 | 512    |
| 1905 | 489    |
| 1910 | 485    |
| 1933 | 556    |
| 1939 | 504    |
| 2011 | 331.   |

### Amtsbezirk Kelbonken/Kelbunken (1874–1945)
Der am 8. April 1874 errichtete Amtsbezirk Kelbonken bestand aus elf Dörfern:
| Name              | Geänderter Name 1938 bis 1945 | Polnischer Name   | Bemerkungen                                |
| ----------------- | ----------------------------- | ----------------- | ------------------------------------------ |
| Alt Kelbonken     | Altkelbunken                  | Stare Kiełbonki   |                                            |
| Babienten, Dorf   | Babenten                      | Babięta           |                                            |
| Babienten, Forst  |                               |                   |                                            |
| Krawno            | Kaddig                        | Krawno            |                                            |
| Lawnilassek       | Zieglershuben                 | Ławny Lasek       | etwa 1928 nach Alt Kelbonken eingegliedert |
| Neu Kelbonken     | Neukelbunken                  | Nowe Kiełbonki    |                                            |
| Polommen          |                               | Połom             |                                            |
| Pruschinowen      | (ab 1930:) Preußental         | Prusinowo         |                                            |
| Pruschinowenwolka | (ab 1929:) Preußenort         | Wólka Prusinowska |                                            |
| Sysdroyofen       | Sixdroi                       | Zyzdrojowy Piecek |                                            |
| Sysdroywolla      | Kranzhausen                   | Zyzdrojowa Wola   |                                            |

Am 1. Januar 1945 gehörten noch neun Dörfer zu dem – 1938 umbenannten – Amtsbezirk Kelbunken: Altkelbunken, Babenten, Kaddig, Kranzhausen, Neukelbunken, Polommen, Preußenort, Preußental und Sixdroi.

## Kirche
Bis 1945 war Alt Kelbonken resp. Altkelbunken in die evangelische Kirche Aweyden in der Kirchenprovinz Ostpreußen der Kirche der Altpreußischen Union sowie in die katholische St.-Adalbert-Kirche Sensburg im damaligen Bistum Ermland eingepfarrt.
Heute gehört Stare Kiełbonki zur evangelischen Kirchengemeinde Nawiady, einer Filialgemeinde der Pfarrei Mrągowo in der Diözese Masuren der Evangelisch-Augsburgischen Kirche in Polen, sowie zur katholischen Pfarrei Nawiady im jetzigen Erzbistum Ermland in der polnischen katholischen Kirche.

## Schule

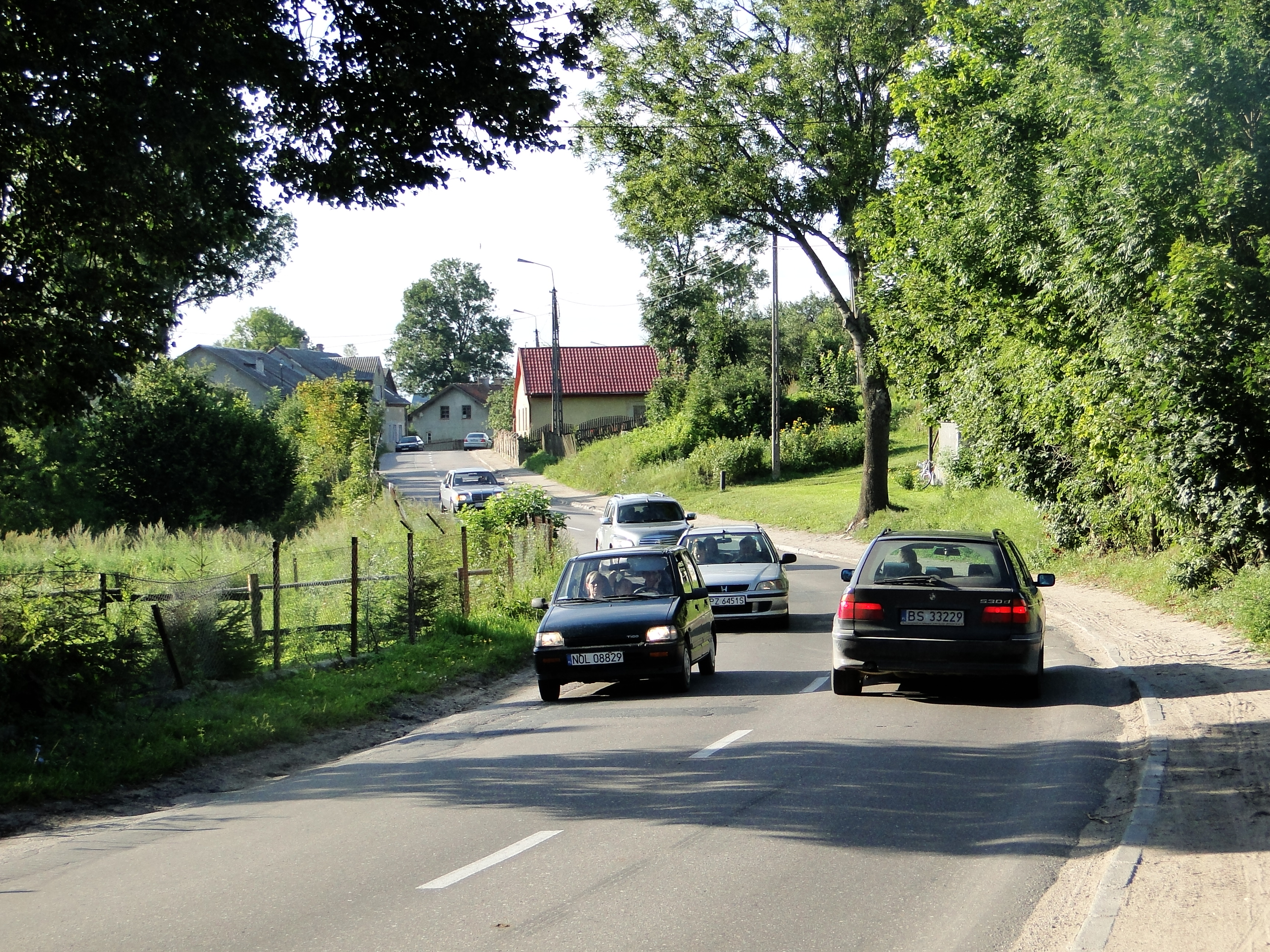
Gemeinsame Ortsdurchfahrt Stare Kiełbonki der Landesstraßen 58 und 59

Um 1740 wurde in Alt Kelbonken eine Schule errichtet.

## Verkehr
Stare Kiełbonki liegt an einer verkehrstechnisch bedeutenden Stelle: im Ort kreuzen sich die beiden Landesstraßen DK 58 und DK 59 und fahren auf einer gemeinsamen Trasse durch den Ort. Die Landesstraße 58 verläuft in Ost-West-Richtung, die Landesstraße 59 in Nord-Süd-Richtung durch die südliche Woiwodschaft Ermland-Masuren.
Eine Anbindung an das Schienennetz besteht nicht.